# Titularbistum Conana
Conana ist ein Titularbistum der römisch-katholischen Kirche. 
Es geht zurück auf ein untergegangenes Bistum der antiken Stadt Konana in Pisidien,  dem heutigen Gönen in der Türkei. 
| Titularbischöfe von Conana |                                   |                                                 |                   |                   |
| Nr.                        | Name                              | Amt                                             | von               | bis               |
| 1                          | Charles Maigrot MEP               | Apostolischer Vikar von Fuzhou (China)          | 22. Oktober 1696  | 4. Mai 1708       |
| 2                          | Eugène Joseph Hubert Lebouille CM | Koadjutorvikar von Yüngping (China)             | 16. Juli 1928     | 11. April 1946    |
| 3                          | Anselmo Pietrulla OFM             | Prälat von Santarém (Brasilien)                 | 13. Dezember 1947 | 18. Januar 1949   |
| 4                          | Štefan Barnaš                     | Weihbischof in Spiš (Slowakei)                  | 25. Oktober 1949  | 16. April 1964    |
| 5                          | Firmin Martin Schmid OFMCap       | Apostolischer Vikar von Mendi (Papua-Neuguinea) | 6. Juli 1965      | 15. November 1966 |